# Cornuaceae
Famille
Les Cornuaceae sont une famille d'algues unicellulaires de l'ordre des Dictyochales,.
Le genre fossile Cornua a été décrit pour la première fois par Schulz (1928) dans une roche diatomite du Crétacé (Sénonien) de  Westphalie (Allemagne) et était vu comme un possible « ancêtre de l'ordre des Silicoflagellés ».

## Étymologie
Le nom vient du genre type Cornua, du latin cornu, corne, en référence à la forme des spicules du squelette siliceux de cet organisme. 

## Liste des genres
Selon AlgaeBase (6 janvier 2022) :
- Cornua P.Schulz, 1928